# Бауман, Александр (кёрлингист)
Алекса́ндр Ба́уман (нем. Alexander Baumann; род. 28 мая 1984, Раштатт) — немецкий кёрлингист.
Играет на позиции четвёртого. Скип своей команды. Скип мужской сборной Германии на чемпионате мира 2017.

## Достижения
- Чемпионат Германии по кёрлингу среди мужчин: золото (2015, 2016), бронза (2013, 2014).
- Чемпионат мира по кёрлингу среди юниоров: бронза (2000).
- Чемпионат Европы по кёрлингу среди смешанных команд: серебро (2011).

## Команды
| Сезон                                        | Четвёртый        | Третий             | Второй            | Первый            | Запасной                                  | Турниры                                           |
| -------------------------------------------- | ---------------- | ------------------ | ----------------- | ----------------- | ----------------------------------------- | ------------------------------------------------- |
| 1999—00                                      | Кристиан Бауман  | Александр Бауман   | Ингмар Фриц       | Томас Унтерштаб   | Мориц Унтерштаб                           | ЧМЮ 2000                                          |
| 2000—02                                      | Кристиан Бауман  | Александр Бауман   | Ингмар Фриц       | Томас Унтерштаб   | Мориц Унтерштаб                           | ЧМЮ 2002 (6 место)                                |
| 2002—03                                      | Кристиан Бауман  | Александр Бауман   | Ингмар Фриц       | Томас Унтерштаб   | Патрик Фрай                               | ЧМЮ 2003 (7 место)                                |
| 2003—04                                      | Александр Бауман | Северин Вальтер    | Ингмар Фриц       | Мориц Унтерштаб   | Томас Унтерштаб                           | ЧМЮ 2004 (8 место)                                |
| 2011—12                                      | Александр Бауман | Мануэль Вальтер    | Себастьян Швейцер | Йорг Энгессер     |                                           |                                                   |
| 2012—13                                      | Александр Бауман | Мануэль Вальтер    | Себастьян Швейцер | Йорг Энгессер     |                                           | ЧГМ 2013                                          |
| 2013—14                                      | Александр Бауман | Мануэль Вальтер    | Себастьян Швейцер | Йорг Энгессер     | Марк Бастиан                              | ЧГМ 2014                                          |
| 2014—15                                      | Александр Бауман | Мануэль Вальтер    | Марк Мускатевиц   | Себастьян Швейцер | Йорг Энгессер тренер: Мартин Байзер       | ЧЕ 2014 (8 место)                                 |
| 2014—15                                      | Александр Бауман | Мануэль Вальтер    | Себастьян Швейцер | Марк Бастиан      | Йорг Энгессер                             | ЧГМ 2015                                          |
| 2015—16                                      | Александр Бауман | Мануэль Вальтер    | Марк Мускатевиц   | Себастьян Швейцер | Даниэль Ротбаллер (ЧМ) тренер: Томас Липс | ЧЕ 2015 (6 место) · ЧГМ 2016 · ЧМ 2016 (12 место) |
| 2016—17                                      | Александр Бауман | Мануэль Вальтер    | Даниэль Херберг   | Андреас Капп      | Райан Шеррард тренер: Мартин Байзер       | ЧЕ 2016 (5 место)                                 |
| 2016—17                                      | Александр Бауман | Мануэль Вальтер    | Даниэль Херберг   | Райан Шеррард     | Себастьян Швейцер тренер: Томас Липс      | ЧМ 2017 (10 место)                                |
| 2017—18                                      | Александр Бауман | Мануэль Вальтер    | Даниэль Херберг   | Райан Шеррард     | Себастьян Швейцер тренер: Мартин Байзер   | ЧЕ 2017 (5 место) ЧМ 2018 (13 место)              |
| Кёрлинг для смешанных команд (mixed curling) |                  |                    |                   |                   |                                           |                                                   |
| 2011—12                                      | Александр Бауман | Анн-Катрин Бастиан | Мануэль Вальтер   | Катя Вайссер      | Себастьян Швейцер Йозефине Оберман        | ЧЕСК 2011                                         |

(скипы выделены полужирным шрифтом)